# Manuel Antonio Campos
Manuel Antonio Campos García (El Grove, 15 de julio de 1985) es un deportista español que compite en piragüismo en las modalidades de aguas tranquilas y maratón.
Ganó una medalla de plata en el Campeonato Mundial de Piragüismo de 2015 y
una medalla de plata en el Campeonato Europeo de Piragüismo de 2012.
En la modalidad de maratón, obtuvo veintiséis medallas en el Campeonato Mundial entre los años 2007 y 2024, y dieciocho medallas en el Campeonato Europeo entre los años 2013 y 2025.

## Palmarés internacional
| Campeonato Mundial | Campeonato Mundial | Campeonato Mundial | Campeonato Mundial |
| Año                | Lugar              | Medalla            | Competición        |
| ------------------ | ------------------ | ------------------ | ------------------ |
| 2015               | Milán (Italia)     | Medalla de plata   | C1 5000 m          |
| Campeonato Europeo |                    |                    |                    |
| Año                | Lugar              | Medalla            | Competición        |
| 2012               | Zagreb (Croacia)   | Medalla de plata   | C1 5000 m          |

| Campeonato Mundial | Campeonato Mundial             | Campeonato Mundial | Campeonato Mundial |
| Año                | Lugar                          | Medalla            | Competición        |
| ------------------ | ------------------------------ | ------------------ | ------------------ |
| 2007               | Győr (Hungría)                 | Medalla de bronce  | C1                 |
| 2009               | Vila Nova de Gaia (Portugal)   | Medalla de plata   | C1                 |
| 2010               | Bañolas (España)               | Medalla de plata   | C1                 |
| 2011               | Singapur (Singapur)            | Medalla de plata   | C1                 |
| 2012               | Roma (Italia)                  | Medalla de oro     | C1                 |
| 2012               | Roma (Italia)                  | Medalla de bronce  | C2                 |
| 2013               | Copenhague (Dinamarca)         | Medalla de plata   | C1                 |
| 2013               | Copenhague (Dinamarca)         | Medalla de plata   | C2                 |
| 2014               | Oklahoma City (Estados Unidos) | Medalla de oro     | C1                 |
| 2014               | Oklahoma City (Estados Unidos) | Medalla de plata   | C2                 |
| 2015               | Győr (Hungría)                 | Medalla de plata   | C1                 |
| 2015               | Győr (Hungría)                 | Medalla de bronce  | C2                 |
| 2016               | Brandeburgo (Alemania)         | Medalla de plata   | C1                 |
| 2017               | Pietermaritzburg (Sudáfrica)   | Medalla de bronce  | C1                 |
| 2017               | Pietermaritzburg (Sudáfrica)   | Medalla de bronce  | C2                 |
| 2018               | Vila Verde (Portugal)          | Medalla de oro     | C1                 |
| 2019               | Shaoxing (China)               | Medalla de oro     | C1                 |
| 2019               | Shaoxing (China)               | Medalla de oro     | C2                 |
| 2019               | Shaoxing (China)               | Medalla de plata   | C1 (DC)            |
| 2021               | Pitești (Rumania)              | Medalla de oro     | C2                 |
| 2022               | Ponte de Lima (Portugal)       | Medalla de oro     | C2                 |
| 2022               | Ponte de Lima (Portugal)       | Medalla de bronce  | C1                 |
| 2023               | Vejen (Dinamarca)              | Medalla de oro     | C1                 |
| 2023               | Vejen (Dinamarca)              | Medalla de oro     | C1 (DC)            |
| 2023               | Vejen (Dinamarca)              | Medalla de oro     | C2                 |
| 2024               | Metković (Croacia)             | Medalla de plata   | C1                 |
| Campeonato Europeo |                                |                    |                    |
| Año                | Lugar                          | Medalla            | Competición        |
| 2013               | Vila Verde (Portugal)          | Medalla de oro     | C1                 |
| 2016               | Pontevedra (España)            | Medalla de oro     | C1                 |
| 2016               | Pontevedra (España)            | Medalla de oro     | C2                 |
| 2017               | Ponte de Lima (Portugal)       | Medalla de oro     | C2                 |
| 2017               | Ponte de Lima (Portugal)       | Medalla de plata   | C1                 |
| 2018               | Metković (Croacia)             | Medalla de oro     | C1                 |
| 2019               | Decize (Francia)               | Medalla de oro     | C1                 |
| 2019               | Decize (Francia)               | Medalla de plata   | C1 (DC)            |
| 2019               | Decize (Francia)               | Medalla de bronce  | C2                 |
| 2022               | Silkeborg (Dinamarca)          | Medalla de oro     | C1                 |
| 2022               | Silkeborg (Dinamarca)          | Medalla de oro     | C2                 |
| 2022               | Silkeborg (Dinamarca)          | Medalla de bronce  | C1 (DC)            |
| 2023               | Slavonski Brod (Croacia)       | Medalla de plata   | C2                 |
| 2023               | Slavonski Brod (Croacia)       | Medalla de bronce  | C1                 |
| 2024               | Poznań (Polonia)               | Medalla de oro     | C1                 |
| 2024               | Poznań (Polonia)               | Medalla de bronce  | C2                 |
| 2025               | Ponte de Lima (Portugal)       | Medalla de oro     | C1                 |
| 2025               | Ponte de Lima (Portugal)       | Medalla de bronce  | C2                 |